# Phong trào Thánh hữu Ngày sau

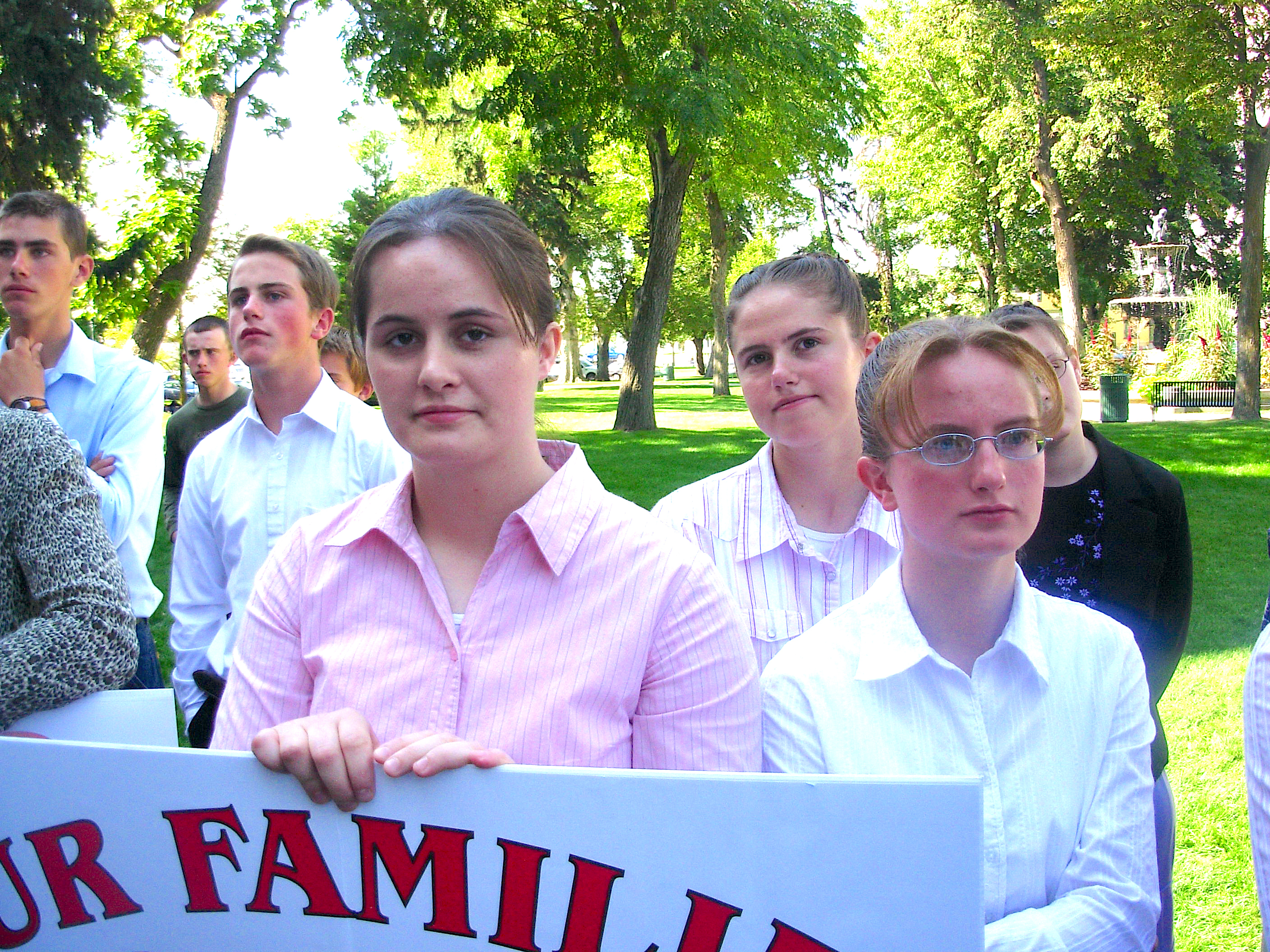
Các hội viên của Phong trào Thánh hữu Ngày sau

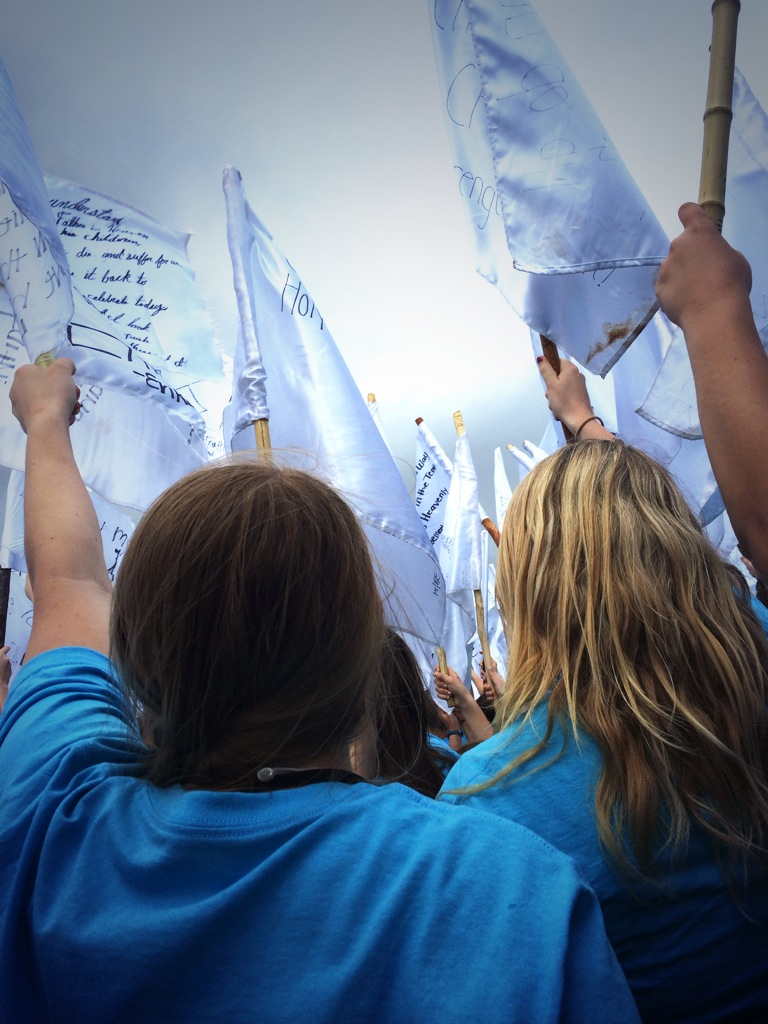
Nhóm tín nhân Mặc Môn đang biểu dương với tên gọi Đội quân Moroni

Phong trào Thánh hữu Ngày sau (Latter Day Saint movement) còn gọi là phong trào LDS hay phong trào phục hồi LDS hoặc phong trào Smith–Rigdon) là tập hợp các nhóm giáo hội độc lập có nguồn gốc từ phong trào Phục hồi Cơ Đốc giáo do Joseph Smith thành lập vào cuối những năm 1820. Nhìn chung, các giáo hội này có hơn 16 triệu hội viên với khoảng 98% thuộc về Giáo hội các Thánh hữu Ngày sau của Chúa Giêsu Kytô (Giáo hội LDS). Thần học chiếm ưu thế của các giáo hội trong phong trào là Đạo Mặc Môn vốn tự coi mình đang khôi phục lại giáo hội Cơ Đốc giáo sơ khai trên Trái đất, một học thuyết bổ sung của giáo hội cho phép các nhà tiên tri tiếp nhận và công bố những điều mặc khải thời hiện đại.
Một số ít tín đồ của hội Thánh Hữu Ngày Sau, chẳng hạn như các thành viên là tín nhân của Cộng đồng Chúa Kitô, đã bị ảnh hưởng từ thần học Tin lành trong khi vẫn duy trì một số niềm tin và thực hành đặc biệt bao gồm tiếp tục mặc khải, kinh điển mở và xây dựng đền thờ. Các nhóm khác bao gồm giáo hội còn sót lại của Các Thánh hữu Ngày sau của Chúa Giê-su, ủng hộ sự kế thừa quyền lãnh đạo trực tiếp từ con cháu của Smith và Giáo hội Chính thống gây nhiều tranh cãi hơn của Các Thánh hữu Ngày sau của Chúa Giê-su vốn ủng hộ việc thực hành chế độ đa thê.
Người sáng lập phong trào Thánh hữu Ngày sau là Joseph Smith và Oliver Cowdery. Phong trào này bắt đầu ở tây New York trong sự kiện Sự thức tỉnh vĩ đại thứ hai (Second Great Awakening) khi Smith nói rằng ông đã nhận được những khải tượng tiết lộ một văn bản thiêng liêng mới gọi là Sách Mặc Môn mà ông đã xuất bản vào năm 1830 như là phần bổ sung cho Kinh thánh. Dựa trên những lời dạy của cuốn sách này và những điều mặc khải khác, Smith đã thành lập một giáo hội Cơ đốc giáo nguyên thủy được gọi là Giáo hội của Chúa Kitô. Sách Mặc Môn đã thu hút hàng trăm người theo dõi ban đầu, những người sau này được gọi là "Người Mặc Môn", "Các Thánh Hữu Ngày Sau" hay chỉ là "Các Thánh". Năm 1831, Smith chuyển trụ sở nhà thờ đến Kirtland, Ohio, và đến năm 1838 đổi tên thành "Giáo hội Các Thánh hữu Ngày sau của Chúa Giêsu Kytô".
Sau khi hội thánh ở Ohio sụp đổ do khủng hoảng tài chính và bất đồng quan điểm thì vào năm 1838, Smith và toàn bộ Hội thánh chuyển đến Missouri. Tuy nhiên, họ bị ngược đãi và Các Thánh Hữu Ngày Sau phải chạy trốn đến Illinois. Sau khi Joseph Smith bị giết vào năm 1844, một cuộc khủng hoảng kế vị đã dẫn đến việc tổ chức bị chia tách thành nhiều nhóm. Giáo hội lớn nhất trong số này là Giáo hội LDS dưới sự lãnh đạo của Brigham Young đã tổ chức cuộc di cư đến Great Basin (nay là Utah) và được biết đến với việc thực hành Đạo Mặc Môn và đạo Hồi vào thế kỷ XIX. Chế độ đa thê của Giáo hội LDS đã được chính thức từ bỏ thực hành này vào năm 1890 và dần dần ngừng thực hiện nó, dẫn đến việc Lãnh thổ Utah trở thành Lãnh thổ Hoa Kỳ. Sự thay đổi này dẫn đến sự hình thành của một số giáo phái nhỏ tìm cách duy trì chế độ đa thê cũng như các học thuyết và thực hành khác của thế kỷ XIX, ngày nay được gọi là "Thuyết Mặc Môn chính thống" (Mormon Fundamentalism). Các nhóm khác bắt nguồn từ phong trào Thánh hữu Ngày sau đã đi theo những con đường khác nhau ở Missouri, Illinois, Michigan và Pennsylvania. Phần lớn, những nhóm này bác bỏ tục đa thê và một số lời dạy sau này của Smith. Cộng đồng lớn nhất trong số này, Cộng đồng Chúa Kitô (trước đây được gọi là "Giáo hội được tổ chức lại của các Thánh hữu Ngày sau của Chúa Giêsu Kitô") được thành lập ở Illinois vào năm 1860 do một số nhóm đoàn kết xung quanh con trai của Smith là Joseph Smith III.